# Schloss Brzeg Dolny

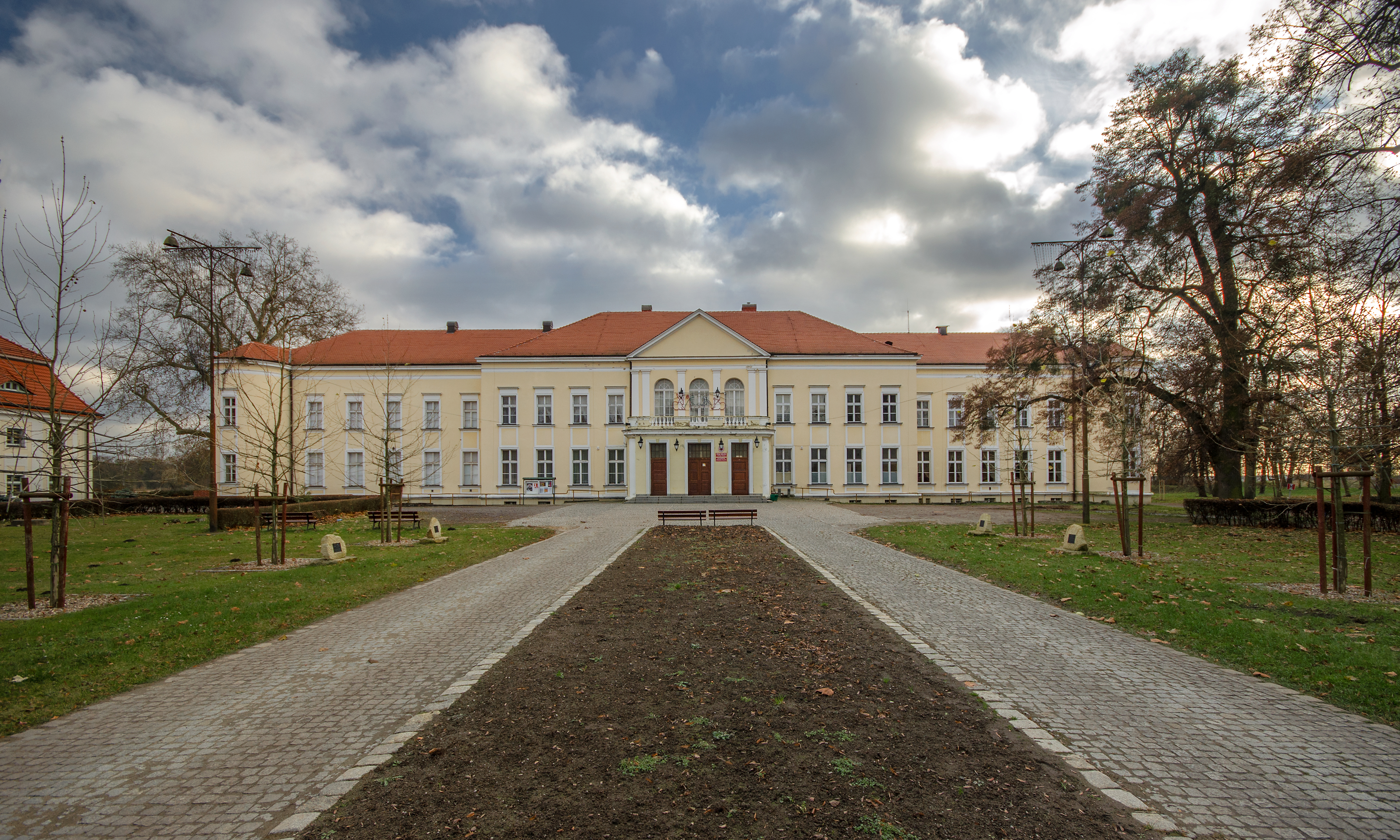
Schloss Dyhernfurth

Das Schloss  Brzeg Dolny (polnisch Pałac w Brzegu Dolnym, dt. Schloss Dyhernfurth) ist ein Schloss in Brzeg Dolny (dt. Dyhernfurth) in der polnischen Woiwodschaft Niederschlesien.

## Geschichte
Das Schloss Dyhernfurth ließ Carl Georg Heinrich Graf Hoym zwischen 1780 und 1785 von Carl Gotthard Langhans als klassizistischen Umbau eines barocken Schlosses errichten. Im 19. Jahrhundert gestaltete es ein unbekannter französischer Architekt im Stil eines Loireschlosses um. Das Schloss erlitt 1945 schwere Beschädigungen.
Der Wiederaufbau durch die Volksrepublik Polen gab ihm das Aussehen nach Langhans’ Entwurf zurück. Das Schloss ist seit dem 31. Mai 1950 unter A/2663/227 im Verzeichnis der Baudenkmäler der Woiwodschaft Niederschlesien eingetragen.

## Parkanlage

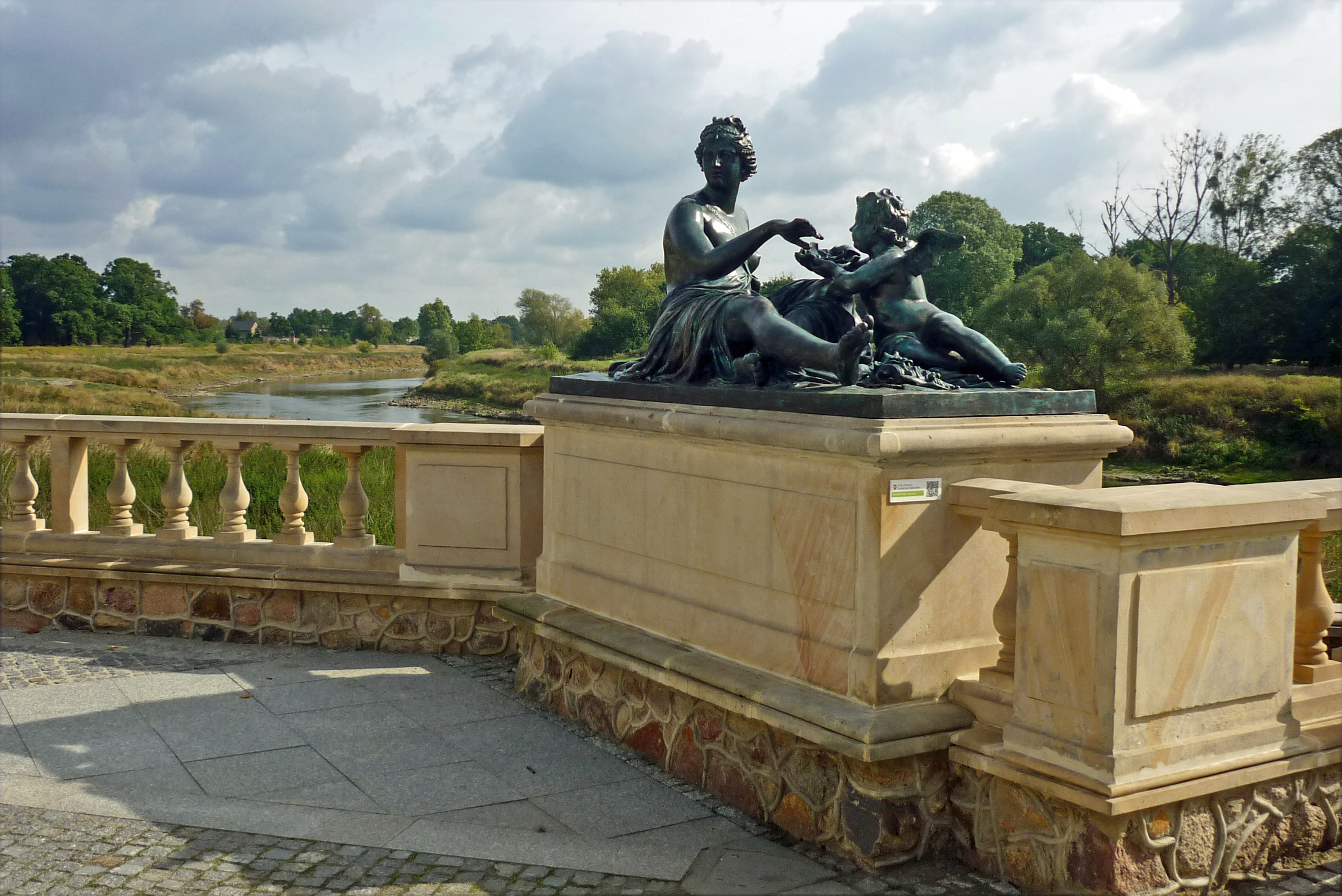
Schloss-Terrasse an der Oder

Carl Gotthard Langhans entwarf auch den Schlosspark nach dem Vorbild des Wörlitzer Parks mit einigen Bauten.
Der Park bestand aus drei Zonen:
- Lustgarten mit Teich und Inseln sowie Teehaus, Weinberghäuschen, Badehaus, Wasserspiel und Fasanerie
- Nutzgarten mit Mühle, Seidenraupenzucht und jüdischer Druckerei
- Meditationsgarten mit Ruine einer neugotischen Kapelle, Eremitage, Grotte, Jüdischem Friedhof sowie dem Mausoleum der Familie von Hoym im Stil eines dorischen Tempels, dem einzigen noch erhaltenen Bauwerk das Architekten Friedrich Gilly.

Auf der Schloss-Terrasse am Oderufer wurden zwei Bronzeplastiken als Allegorien der Oder aufgestellt, es handelt sich um Nachbildungen von Plastiken französischer Flüsse aus dem Park von Schloss Versailles,

## Galerie

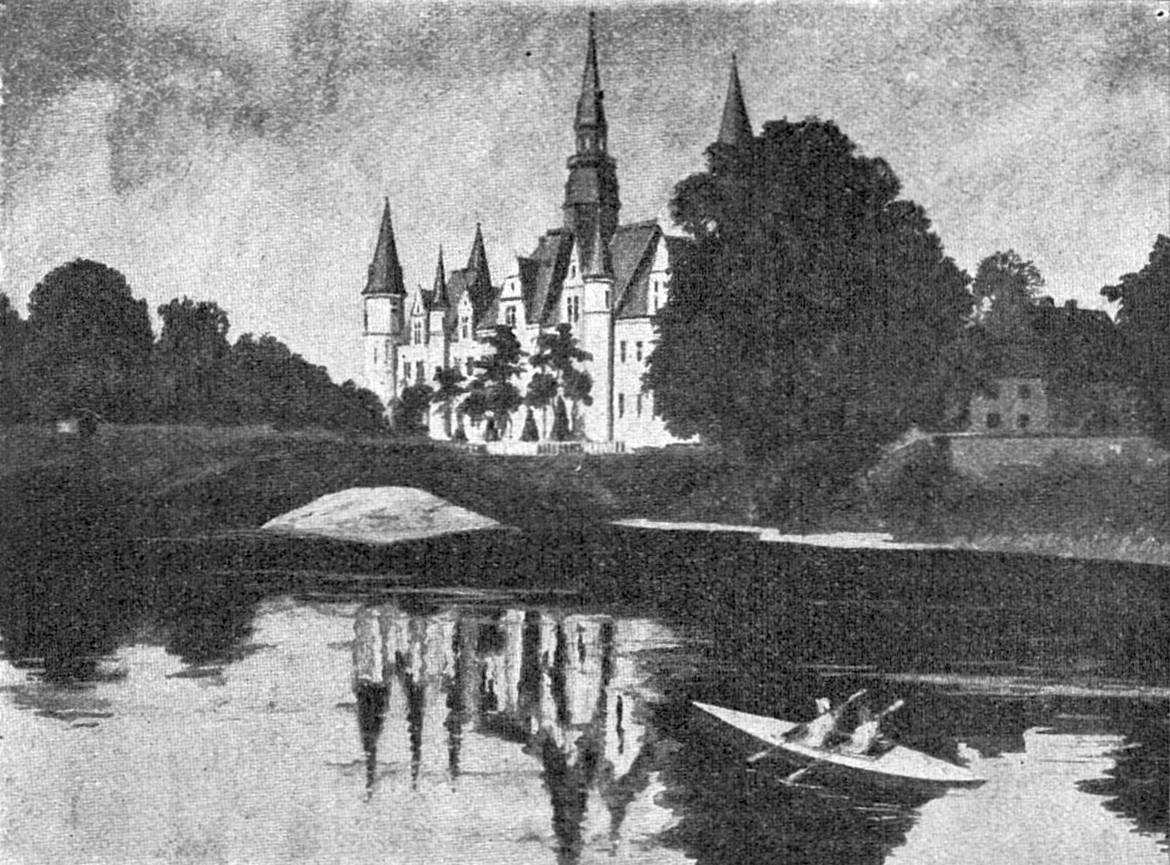
Ansicht um 1929
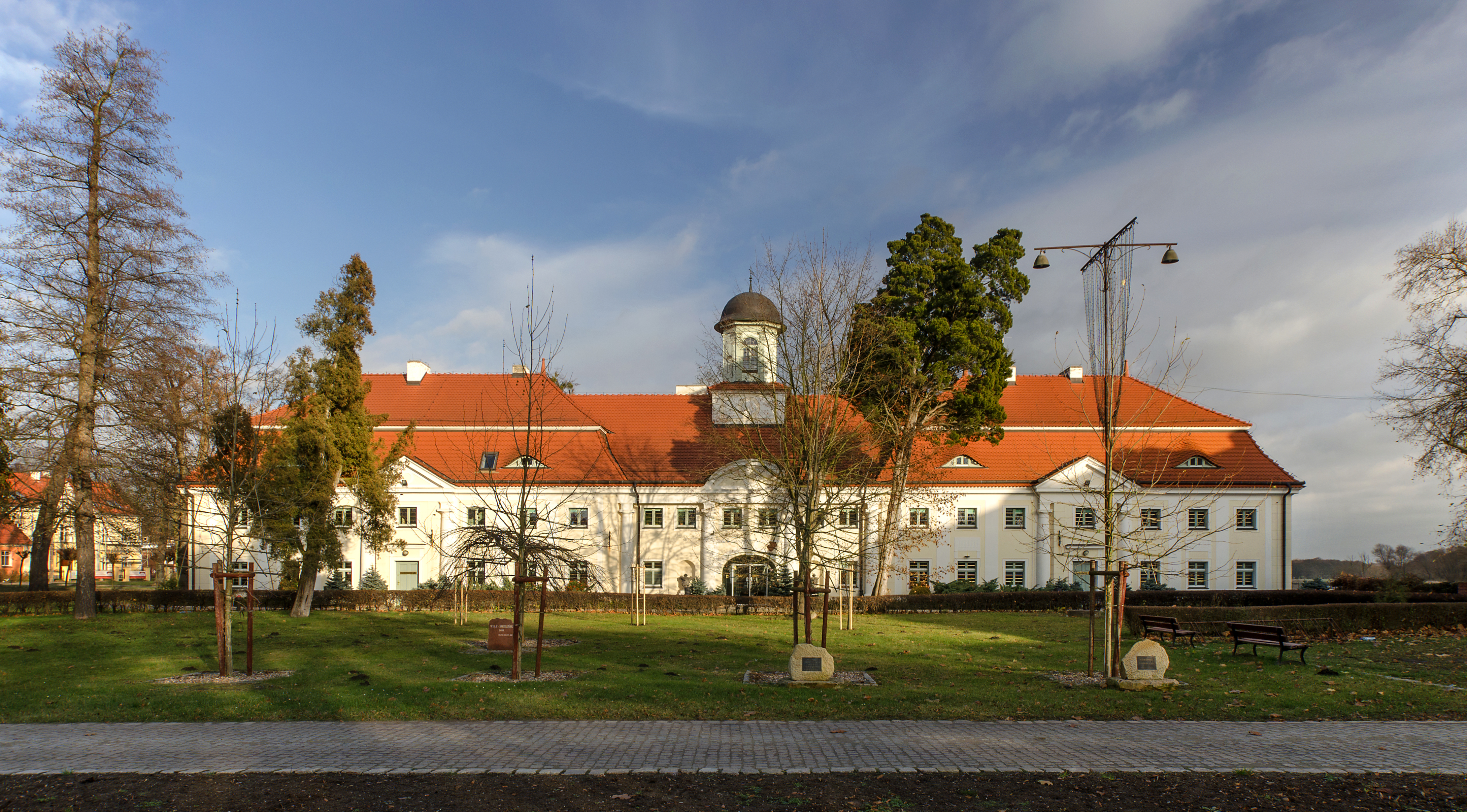
Gartenpavillon
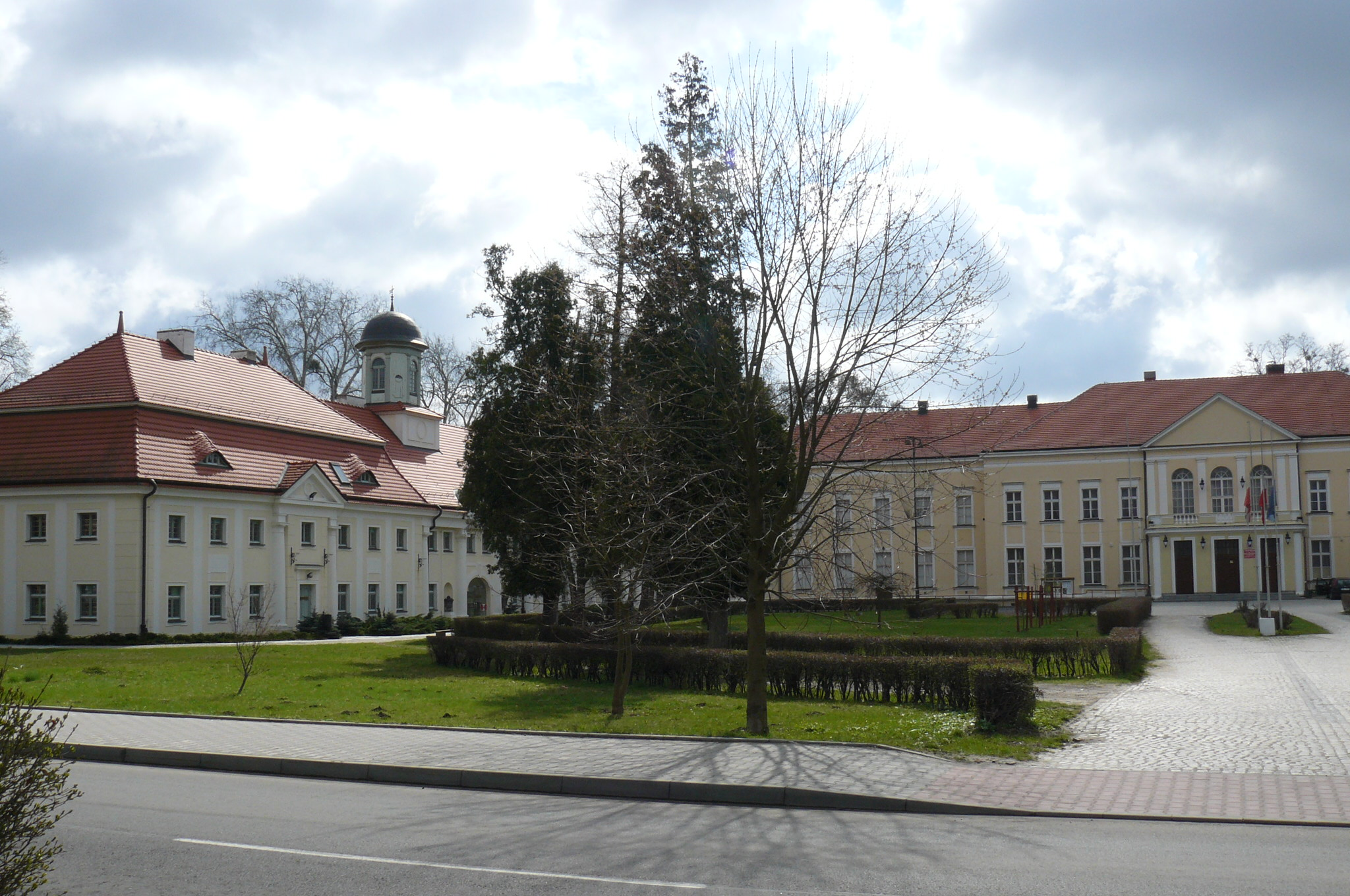
Gesamtanlage
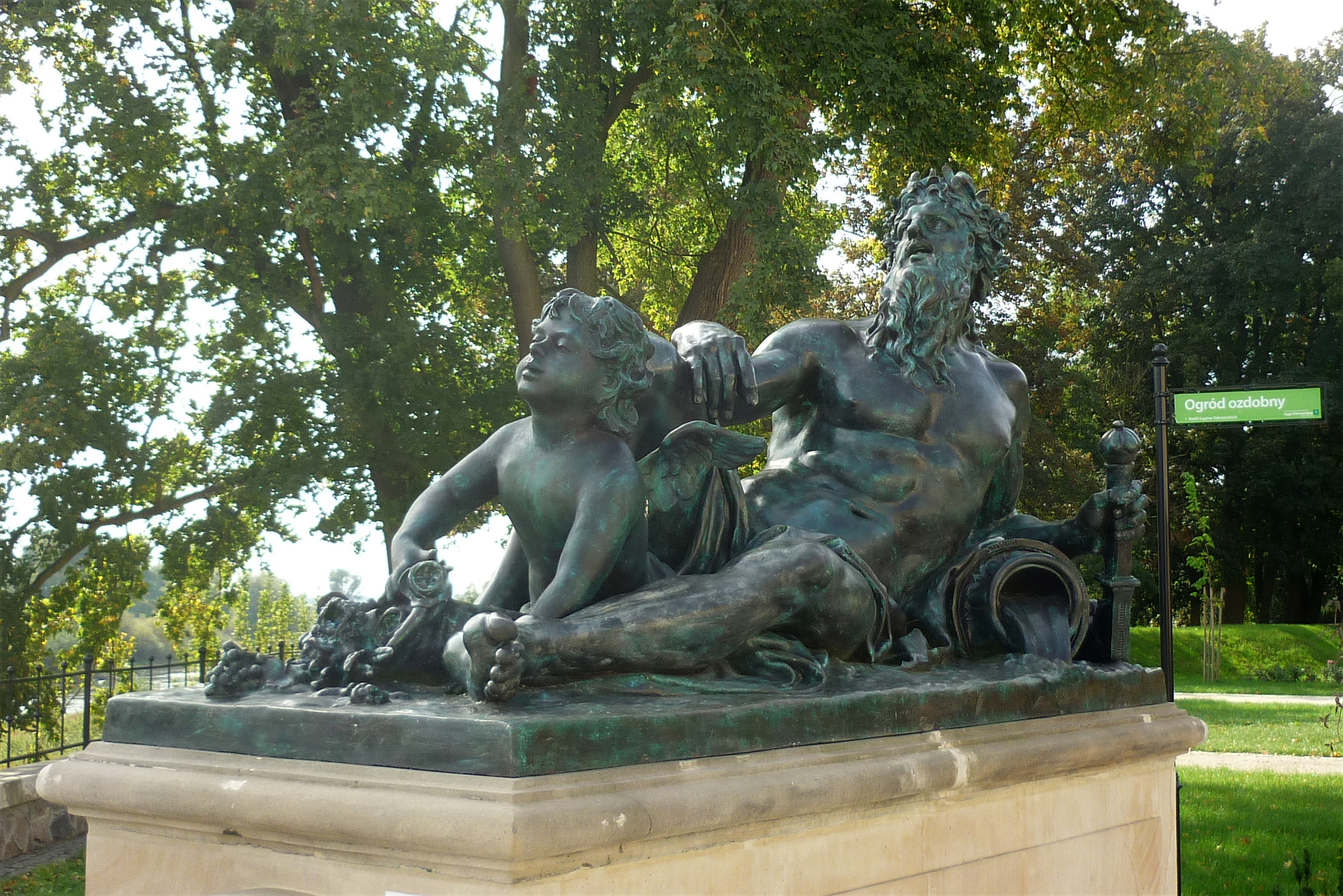
Bronzeplastik